# Lago Verde (Brazilië)
Lago Verde is een gemeente in de Braziliaanse deelstaat Maranhão. De gemeente telt 14.769 inwoners (schatting 2022).

## Aangrenzende gemeenten
De gemeente grenst aan Bacabal, Conceição do Lago-Açu, Olho d'Água das Cunhãs en Pio XII.